# Moxostoma austrinum
Moxostoma austrinum är en fiskart som beskrevs av Bean, 1880. Moxostoma austrinum ingår i släktet Moxostoma och familjen Catostomidae. Inga underarter finns listade i Catalogue of Life.